# Propozycja
Propozycja – australijsko-brytyjski western z 2005 roku.

## Główne role
- Guy Pearce – Charlie Burns
- Ray Winstone – Kapitan Stanley
- Danny Huston – Arthur Burns
- John Hurt – Jellon Lamb, łowca głów
- David Wenham – Eden Fletcher
- Emily Watson – Martha Stanley
- Richard Wilson – Mike Burns
- Noah Taylor – Brian O'Leary

## Fabuła
Australia, rok 1880. Kapitan Stanley ze swoimi ludźmi urządza zasadzkę na braci Burns, którzy mają swój gang. Są oni odpowiedzialni za napad na farmę Hopkinsów, gwałt na pani Hopkins i morderstwo całej rodziny. Charlie i Mike zostają schwytani, ale Arthurowi udaje się uciec w góry. Kapitan składa Charliemu propozycję nie do odrzucenia, zostanie wypuszczony, aby odnalazł i zabił Arthura. Jeśli tego nie zrobi, Mike zostanie powieszony.